# Dimitrije Obradinović
Dimitrije Obradinović (30 settembre 2001) è un giocatore di football americano serbo, che gioca nel ruolo di wide receiver per i Beograd Vukovi.